# Ischnocnema randorum
Ischnocnema randorum é uma espécie de anfíbio  da família Brachycephalidae. Endêmica do Brasil, onde pode ser encontrada apenas no município de Boraceia, no estado de São Paulo.